# Jumurdas pagasts
Jumurdas pagasts er en territorial enhed i Ērgļu novads i Letland. Pagasten havde 309 indbyggere i 2010 og 288 indbyggere i 2016 og omfatter et areal på 131,10 kvadratkilometer. Hovedbyen i pagasten er Jumurda.